# Blasdalea
Blasdalea är ett släkte av svampar. Blasdalea ingår i familjen Vizellaceae, klassen Dothideomycetes, divisionen sporsäcksvampar och riket svampar.
|           | Vizella                                 |
|           |                                         |
|           | Singeriella                             |
|           |                                         |
|           | Chrysogloeum                            |
|           |                                         |
|           | Entopeltis                              |
|           |                                         |
| Blasdalea | \| \| Blasdalea disciformis \| \| \| \| |
|           | \| \| Blasdalea disciformis \| \| \| \| |
|           | Blasdalea disciformis                   |
|           |                                         |

|  | Blasdalea disciformis |
|  |                       |